# Bajtunja
Bajtunja (arab. ‏بيتونيا‎, Baytūnyā) – miasto w Palestynie, w muhafazie Ramallah i Al-Bira. Według danych szacunkowych Palestyńskiego Centralnego Biura Statystycznego w 2016 roku miejscowość liczyła 25228 mieszkańców.

## Położenie
Miasto jest położone na rozległym wzgórzu na wysokości 800 metrów n.p.m. w południowej części Samarii.
W jego otoczeniu jest miasto Ramallah, wioski Rafat, Bajt Dukku, Bajt Ur al-Fauka, Ajn Arik i Ajn Kinija. Na południe i południowy zachód od miasta przebiega mur bezpieczeństwa, oddzielający terytorium Autonomii Palestyńskiej od Izraela. Po stronie izraelskiej znajduje się więzienie Ofer, miasteczko Giwat Ze’ew i osiedle żydowskie Bet Choron.

## Demografia
Według danych Palestyńskiego Centrum Danych Statystycznych, w 2007 w Bajtunji mieszkało 19761 mieszkańców, z czego większość stanowią Arabowie muzułmanie.

## Historia
Uchwalona 29 listopada 1947 Rezolucja Zgromadzenia Ogólnego ONZ nr 181 zakładała, że wioska Bajtunja znajdzie się arabskim państwie utworzonym na terytorium Palestyny. Jednak Arabowie odrzucili plan podziału Palestyny, doprowadzając do wybuchu pod koniec listopada 1947 wojny domowej w Mandacie Palestyny. W owym czasie w rejonie wioski działały siły Arabskiej Armii Wyzwoleńczej. Na samym początku I wojny izraelsko-arabskiej w maju 1948 wioskę zajęły oddziały jordańskiego Legionu Arabskiego. Po wojnie Bajtunja weszła w skład terytorium okupowanych przez Transjordanię.
Podczas wojny sześciodniowej w 1967 wioskę zajęły wojska izraelskie. Bajtunja znalazła się na okupowanym przez Izrael terytorium Zachodniego Brzegu Jordanu. Okres dobrej współpracy palestyńsko-izraelskiej został przerwany wybuchem w grudniu 1987 pierwszej Intifady. W 1988 na południe od miasta Bajtunja powstał tymczasowy obóz-więzienie, w którym izraelskie siły bezpieczeństwa umieszczały na czas przesłuchań zatrzymanych uczestników arabskich zamieszek. Z czasem namioty zastąpiono barakami więziennymi, przekształcając obóz w więzienie Ofer.
Na mocy zawartego w 1993 porozumienia z Oslo rok później utworzono Autonomię Palestyńską. Wioska Bajtunja weszła w skład strefy „B”, w której cywilną administrację sprawowali Palestyńczycy, natomiast sprawy bezpieczeństwa nadzorowały służby izraelskie. Dla pobudzenia rozwoju gospodarczego utworzono na pograniczu z sąsiednim miastem Ramallah dużą strefę gospodarczą. Modernizacja administracji miasta miała rozpocząć się w 2000, dzięki pomocy finansowej i doradczej Niemiec. Gdy we wrześniu 2000 wybuchła intifada Al-Aksa, Izraelczycy przystąpili do budowy muru bezpieczeństwa, oddzielającego terytorium Autonomii Palestyńskiej od Izraela. Na południe od miasta Bajtunja powstał punkt graniczny z możliwością przejazdu samochodów ciężarowych. Podczas operacji Ochronna Tarcza w dniu 3 kwietnia 2002 do Bajtunji wkroczyły izraelskie oddziały wojskowe, niszcząc infrastrukturę miasta.